# Callioratis abraxis
Callioratis abraxis là một loài bướm đêm trong họ Geometridae.